# گروه ساینو-اوشن
گروه ساینو-اوشن (انگلیسی: Sino-Ocean Group) شرکت املاک چینی است، که در سال ۱۹۹۳ تأسیس شد.